# Elizabeth Franz
Elizabeth Franz (ur. 18 czerwca 1941 w Akron, Ohio) – amerykańska aktorka filmowa i telewizyjna.

## Filmografia
seriale
- 1956: As the World Turns jako Helen Wendall
- 1999: Potyczki Amy jako Vivian Galloway
- 2003: Dowody zbrodni jako Evelyn Shelby
- 2011: Homeland (serial telewizyjny) jako Isabel Samler

film
- 1982: Pilgrim, Farewell jako Doktor
- 1991: Twarz z tłumu
- 2000: Death of Salesman jako Linda Loman
- 2004: Loopy jako Doris Highsmith

## Nagrody i nominacje
Za rolę Lindy Loman w filmie Death of Salesman została nominowana do nagrody Emmy.